# Bornemisza Ferenc
Bornemisza Ferenc (17. század) erdélyi diplomata Bethlen Gábor alatt
1627 őszétől Bethlen Péternek, Bethlen István erdélyi fejedelem kisebbik fiát kísérte külföldi tanulmányútján, Cseffei Lászlóval és Pálóczi Horváth Jánossal együtt. Egyúttal diplomáciai feladatokat is teljesített: Brüsszelben Izabella Klára Eugénia spanyol infánsnőnél, Londonban I. Károlynál, Párizsban XIII. Lajosnál, Firenzében a nagyhercegnél, Rómában VIII. Orbán pápánál tettek látogatást. Padova, Velence, Zürich, Strasbourg, Bécs után II. Ferdinándnál tisztelegve 1628 végén tértek vissza Erdélybe.
Bethlen Istvánnak és Széchy Máriának esküvőjére írt latin nyelvű költeményét 1627-ben adták ki Gyulafehérváron Nuptiis Albensibus comitis Stephani Bethlen famosissimae arcis praesidiique Varadiensis capitanei et virginis Mariae Szécsy dominae in Muran (Bethlen István grófnak, a leghíresebb váradi vár és erőd kapitányának és Szécsy Mária, Murány vára szűzi úrnőjének fehérvári esküvőjéről) címmel. 